# Condado de Kittson
El condado de Kittson es un condado del estado de Minnesota, Estados Unidos. Tiene una población estimada, a mediados de 2023, de 4060 habitantes.
La sede del condado es Hallock. El condado fue fundado el 9 de marzo de 1878 y fue nombrado en honor a Norman Kittson, un pionero originario de Canadá.

## Geografía
Según la Oficina del Censo, tiene una superficie total de 2860 km², de los cuales 2850 km² corresponden a tierra firme y 10 km² están cubiertos de agua.

### Condados adyacentes
- Condado de Roseau (este)
- Condado de Marshall (sur)
- Condado de Pembina, Dakota del Norte (oeste)[3]

## Demografía

### Censo de 2020
Según el censo de 2020, en ese momento el condado tenía una población de 4207 habitantes. La densidad de población era de 1.5 hab./km². Había 2272 unidades habitaciones,lo que representaba una densidad de 1/km².
| Raza                   | Núm. | Porc.  |
| ---------------------- | ---- | ------ |
| Blancos                | 4011 | 95.3%  |
| Afroamericanos         | 3    | 0.1%   |
| Amerindios             | 15   | 0.4%   |
| Asiáticos              | 18   | 0.4%   |
| Isleños del Pacífico   | 6    | 0.1%   |
| De otras razas         | 20   | 0.5%   |
| De una mezcla de razas | 134  | 3.2%   |
| Total                  | 4207 | 100.0% |

Del total de la población, el 2.0% eran hispanos o latinos de cualquier raza.   

### Estimación 2018-2022
Según la estimación 2018-2022 de la Oficina del Censo, los ingresos promedio de los hogares del condado son de $66,000 y los ingresos promedio de las familias son de $91,389. Los ingresos per cápita en los últimos doce meses, medidos en dólares de 2022, son de $35,565. Alrededor del 11.0% de la población está por debajo de la línea de pobreza nacional.

## Localidades

### Ciudades
| - Donaldson - Hallock | - Halma - Humboldt | - Karlstad - Kennedy | - Lake Bronson - Lancaster | - St. Vincent |

### Otras localidades
- Caribou

## Municipios (townships)
| - Municipio de Arveson - Municipio de Cannon - Municipio de Caribou - Municipio de Clow - Municipio de Davis - Municipio de Deerwood - Municipio de Granville - Municipio de Hallock - Municipio de Hampden | - Municipio de Hazelton - Municipio de Hill - Municipio de Jupiter - Municipio de Norway - Municipio de Pelan - Municipio de Percy - Municipio de Poppleton - Municipio de Richardville - Municipio de Skane | - Municipio de South Red River - Municipio de Spring Brook - Municipio de St. Joseph - Municipio de St. Vincent - Municipio de Svea - Municipio de Tegner - Municipio de Teien - Municipio de Thompson |

## Territorios no organizados (unorganized territories,UT)
- Territorio no Organizado de East Kittson
- Territorio no Organizado de McKinley
- Territorio no Organizado de North Red River

## Autopistas importantes
- U.S. Route 59
- U.S. Route 75
- Ruta estatal de Minnesota 11
- Ruta estatal de Minnesota 171
- Ruta estatal de Minnesota 175
- Ruta estatal de Minnesota 220